# Roseira
Roseira est une municipalité brésilienne de l'État de São Paulo et la Microrégion de Guaratinguetá.